# Bezovje nad Zrečami
Bezovje nad Zrečami je naselje u slovenskoj Općini Zreču. Bezovje nad Zrečami se nalazi u pokrajini Štajerskoj i statističkoj regiji Savinjskoj. 

## Stanovništvo
Prema popisu stanovništva iz 2002. godine naselje je imalo 88 stanovnika.